# Culpa
Culpa se refere à responsabilidade dada à pessoa por um ato que provocou prejuízo material, moral ou espiritual a si mesma ou a outrem. O processo de identificação e atribuição de culpa refere-se à descoberta de quem determinou o primeiro acto ilícito ou prejudicial, e pode se dar no plano subjetivo, intersubjetivo e objetivo.
No sentido subjetivo, a culpa é um sentimento que se apresenta à consciência quando o sujeito avalia seus atos de forma negativa, sentindo-se responsável por falhas, erros e imperfeições. O processo pelo qual se dá essa avaliação é estudado pela Ética e pela Psicologia (ver Culpa (sentimento)).
No sentido objetivo, ou intersubjetivo, a culpa é um atributo que um grupo aplica a um indivíduo, ao avaliar os seus atos, quando esses atos resultaram em prejuízo a outros ou a todos. O processo pelo qual se atribui a culpa a um indivíduo é discutido pela Ética, pela Sociologia e pelo Direito.

## Sentido objectivo
Em direito penal, assim como o dolo a culpa é um dos elementos da conduta humana que compõem o fato típico. Caracteriza-se pela violação ou inobservância de uma regra, que produz dano aos direitos de outros, por negligência, imprudência ou imperícia, ou seja, em razão da falta de cuidado objetivo, sendo, portanto, um erro não-proposital.
Diferencia-se do dolo. Neste, o agente tem a intenção de praticar o fato e produzir determinado resultado: existe a má-fé. A culpa incide sobre a possibilidade do sujeito se motivar pelo Ordenamento Jurídico.
No campo do direito civil a culpa lato sensu divide-se em dolo (que não é o mesmo dolo vício do consentimento) e culpa stricto sensu (imprudência, negligencia ou imperícia), sendo pressuposto da responsabilidade civil subjetiva.